# عمر بن البسكري
عمر بسكري العقبي (1898 سيدي عقبة – 3 مارس 1968 وهران)، هو شاعر وكاتب جزائري

## نشأته وتعليمه
الشيخ عمر بن محمد بن ناجي بسكري ينتهي نسبه إلى «بسكري» الجد الذي أصبح لقبا لعائلته أصله من زريبة الوادي بدائرة سيدي عقبة بولاية بسكرة. 
ولد بسيدي عقبة سنة 1898 ونشأ بها وتربى وحفظ القرآن الكريم وزاول تعليمه متتلمذا على عديد الشيوخ، منهم الشيخ علي بن عثمان بن خلف الله الذي يذكره بقوله: «لما من الله علي بدراسة فني العروض والقوافي وأنا على حداثة الشباب وكان من الذين ملكوا المشاعر بمننهم الحسية وحثوا الخواطر بما نفثوه فيها من روح نصائحهم الدينية والأدبية شيخي المصلح علي بن عثمان الشريف صاحب الأيادي العلمية على الجامعة العقبية نظمت فيه ما شاء الله من كل عقد ثمين والعمر إذ ذاك يناهز العشرين وجمعته فكان ديوان (العلويات)»، والشيخ الهاشمي بن المبارك والشيخ علي بن إبراهيم والشيخ البشير بن الصادق وغيرهم.
وقد وفق الشيخ عمر وبرز لا سيما في علوم اللغة والبلاغة واشتهر بقرض الشعر وانشاء القصائد في المناسبات ولذلك صار ينعت في الصحف ويقدم في المجالس.

## نشاطه وأعماله
تصدر الشيخ عمر لتعليم الناشئة في الكتاتيب بسيدي عقبة واقتداءا بشيوخه تطوع لطلاب العلم في الجامع بتقديم دروس في البلاغة، وفي سنة 1931 انتقل إلى مدينة بسكرة للتدريس بمدرسة الإخاء صحبة الشيخ بلقاسم الميموني والشيخ الطرابلسي القراري.
ثم انضم إلى جمعية العلماء المسلمين الجزائريين إثر تأسيسها عام 1931، وبدأ ينشر فكرها الإصلاحي وقصائده المؤازرة لمبادئها في مجلاتها. ثم عمل مدرسًا بمدارس جمعية العلماء المسلمين في منطقة بجاية سنة 1936، ثم مدرسًا في مدينة سطيف سنة 1938، ثم انتقل إلى مدينة قسنطينة ثم إلى وهران سنة 1944، وكان يلقي محاضراته وينشر قصائده في صحف جمعية العلماء: «الشهاب، والبصائر».

## الإنتاج الفكري
نشرت له صحف جمعية العلماء العديد من المقالات والخطب والمحاضرات والقصائد، وامتاز شعره بمزجه بين نزعته الإسلامية الإصلاحية وحسه الوطني وثقافته التراثية، وتعكس قصائده مفردات وصورًا دينية تاريخية. أفكاره تقود امتداد القصيدة، ودور الخيال فيها محدود، عبارته واضحة وأهدافه محددة.
وصفه الشيخ الإبراهيمي في مجلة الشهاب في عددها الخاص بالاحتفال بختم الشيخ بن باديس لتفسير القرآن الكريم:
| عمر بن البسكري | الشيخ عمر بن البسكري داعية جهير الصوت بالاصلاح ، كاتب متين القلم في الدينيات سديد الرأي فيها قوي الحجة في مباحثها ، أكسبه ذلك قيامه على كتب الفحول من فقهاءالسنة أمثال بن تيمية وبن القيم والشوكاني ، وهي كتب تربي ملكة البرهان. والشيخ عمر يقرض الشعر في المناسبات المتصلة بفنه، فيرسله ملونا بعاطفته متأثرا بإحساسه ، عامرا بالمعاني ، ويغفل عما وراء ذلك من أحكام الصنعة وسياسة التراكيب ، لذلك تجد في شعره -على قلته- عيونا من الأبيات بين أخوات لها متفاوتة الحظوظ في إجادة السبك ، ويقرا القارئ شعره وكتابته فيحكم بأن الشيخ عمر الشاعر غير الشيخ عمر الكاتب. والشيخ عمر أجلد دعاتنا وكتابنا على المطالعة والقراءة ، وما زرلنا ننعي علماءنا وأدباءنا هذا الكسل المزري عن القراءة ونرد إليه كل ما يظهر في إنتاجهم من ضعف ونقص. ولو أن الشيخ عمر أعطى كتب الأدب ودواوين الشعر من العناية مثل ما أعطى كتب فقه السنة لاستحكام سبكه وفحل شعره وجزلت تراكيبه. | عمر بن البسكري |

### نماذج من شعره
- مقتطف من قصيدة ألقاها بمناسبة المؤتمر الخامس لجمعية العلماء بنادي الترقي بالجزائر سنة 1354 هـ:[2]

## وفاته
توفي رحمه الله بسكتة قلبية في مستشفى كونيو بوهران يوم 3 مارس 1968 م وكانت جنازته مشهودة.